# Bubulcus ibis
A garça-vaqueira (português brasileiro) ou garça-boieira ou carraceiro (português europeu) (Bubulcus ibis), também conhecido como  carraceiro-ocidental é uma ave campestre, pertencente à família Ardeidae. É nativa do norte da África e do sul da Europa, mais especificamente da Península Ibérica. Ela recebeu os nomes de garça-vaqueira e garça-boieira por ser predominante insetívora e frequentemente ficar perto do gado em busca de parasitas e insetos, apesar de também comer pequenos vertebrados como peixes e sapos. Esta espécie tem uma grande área de ocupação, com uma extensão global de ocorrência estimada em 10 milhões de quilômetros quadrados e uma população global estimada entre 3,8 e 6,7 milhões de indivíduos. Teve seu primeiro registro na América realizado na fronteira da Guiana com o Suriname em 1877, tendo aparentemente cruzado o Atlântico. No Brasil, seu primeiro registro foi no ano de 1965, na Ilha de Marajó. Também é conhecida pelos nomes de cunacoi e cupara (no Brasil) e carraceira (em Portugal).

## Características
A espécie mede cerca de 46–56 cm de comprimento, sua envergadura varia de 88–96 cm, pesa entre 270 e 512 gramas, pescoço curto e espesso, bico robusto e postura encurvada. Fora da época de reprodução, os adultos possuem principalmente uma plumagem branca, bico amarelo e pernas amarelo-acinzentadas. Durante a época de reprodução, adultos da subespécie ocidental (veja logo abaixo) desenvolvem plumagem laranja-amarelo-amarronzado na parte traseira, peito e coroa, e o bico, as pernas e as íris tornam-se vermelho brilhante por um breve período antes da união para acasalamento. Os sexos são semelhantes, mas o macho é ligeiramente maior e tem um pouco mais de plumagem de reprodução do que a fêmea; filhotes não tem plumagem colorida e têm um bico preto. O posicionamento dos olhos da garça permite visão binocular durante a alimentação, e estudos fisiológicos sugerem que a espécie pode ser capaz de atividade crepuscular e noturna. Adaptada para andamento em terra elas perderam a capacidade de seus parentes de zonas úmidas de corrigir com precisão a refração da luz pela água. A espécie pode viver até 15 anos. Aves jovens são conhecidas por dispersar até 5 000 km de sua área de reprodução. Os bandos podem voar longas distâncias e tem sido vistos nos mares e oceanos, incluindo no meio do Atlântico.[carece de fontes?]

## Alimentação

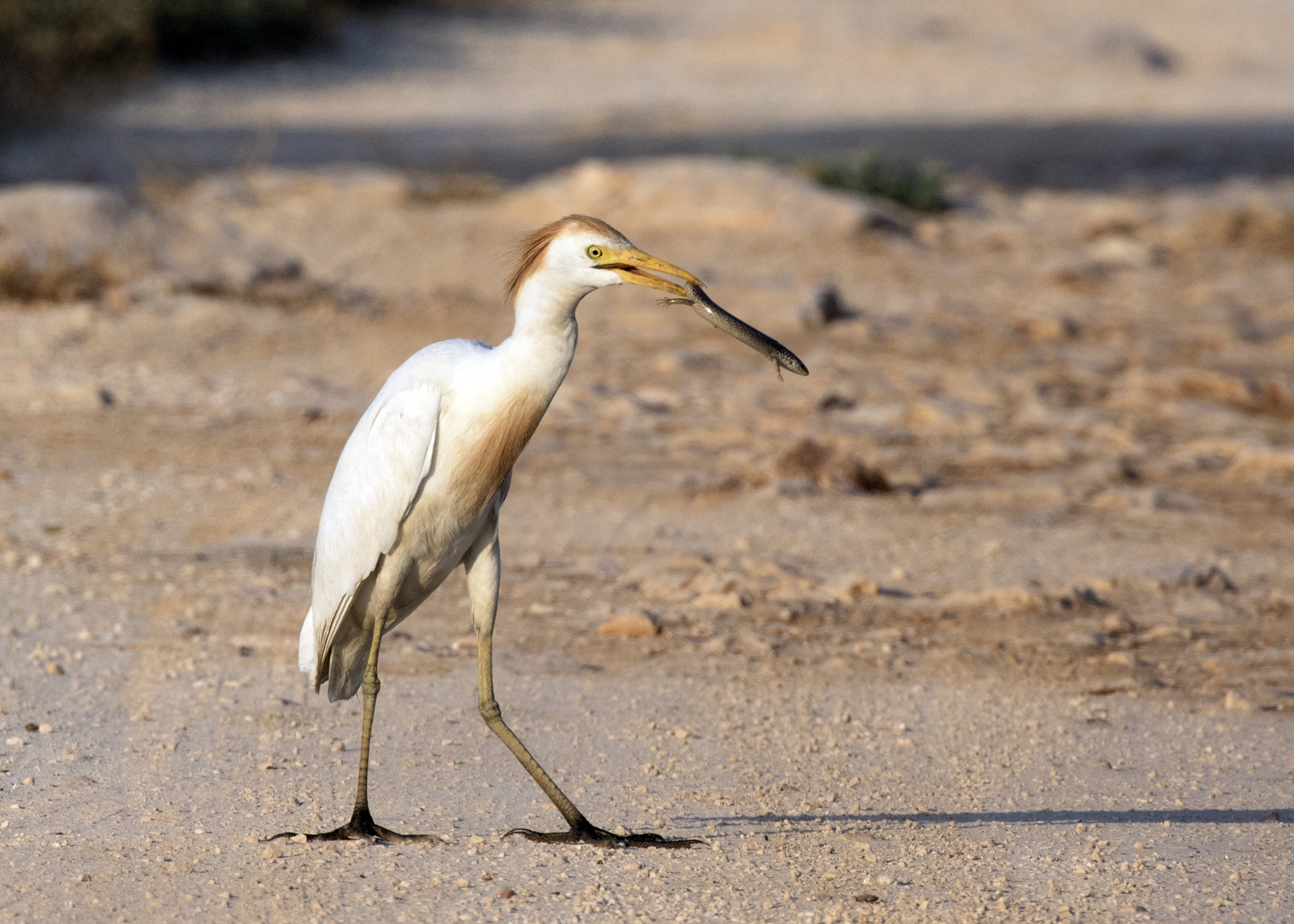

A garça-vaqueira se alimenta de uma vasta gama de presas, particularmente insetos, principalmente gafanhotos, grilos e moscas (adultos e larvas), e mariposas, bem como aranhas, sapos e minhocas. Em um instante raro foram observadas andando ao longo dos galhos de uma árvore chamada figueira-de-bengala em busca dos figos maduros. A espécie é encontrada geralmente com o gado e outros grandes animais pastando e captura criaturas pequenas perturbadas pelos mamíferos. Estudos têm demonstrado que o sucesso da garça-boieira na caça é muito maior durante a caçada perto de um animal de grande porte do que quando se alimenta sozinha. Quando caça com o gado, tem se demonstrado 3,6 vezes mais sucesso na captura de presas. Seu desempenho é semelhante quando se segue de máquinas agrícolas, mas é forçada a se mover mais. Nos habitats secos, com menos anfíbios, a dieta pode não ter conteúdo suficiente de vertebrados e pode causar anomalias ósseas em filhotes em crescimento devido à deficiência de cálcio.[carece de fontes?]

### Variação temporal da dieta
A garça-vaqueira desempenha uma influência importante para os agroecossistemas, com uma dieta rica em nutrientes para fornecimento de energia na cadeia alimentar. Com base nisso, foi realizado um estudo na variação temporal da dieta do Bubulcus ibis, através da análise de excrementos de uma colônia da espécie localizada na cidade de Chlef, no noroeste da Argélia. Para este experimento, durante um período de 4 anos foram coletados 10 bolos fecais  aleatoriamente analisados mensalmente. Por fim, os resultados obtiveram uma dieta altamente variável, relacionada, por um lado, às necessidades alimentares, de acordo com o estágio de crescimento do Bubulcus ibis e, por outro lado, à disponibilidade de presas, dependendo de seu ciclo de vida, estações, condições ecológicas e ambientes de alimentação. Entre as presas, foi observado apenas insetos e majoritariamente Coleoptera e Orthoptera foram consumidos pela garça-vaqueira ao longo do ano, com uma notável diminuição durante o inverno em comparação com o verão, outono e primavera. O baixo volume de insetos durante o inverno foi substituído por outras presas, como pequenos mamíferos, anfíbios, répteis ou moluscos.

## Reprodução e convivência
A garça-vaqueira nidifica em colônias, muitas vezes, mas nem sempre, encontradas em torno de corpos de água. As colônias são geralmente encontradas em florestas perto de lagos ou rios, nos pântanos, ou em pequenas ilhas interiores ou costeiras e às vezes são compartilhadas com outras aves de zonas húmidas. A época de reprodução varia dentro da Ásia do Sul. Aninhamento no norte da Índia começa com o início das monções, em maio. A estação de reprodução na Austrália é de novembro a começo de janeiro, com uma ninhada definidos por temporada. A estação de reprodução norte-americana vai de abril a outubro. Nas Ilhas Seychelles, a época de reprodução da subespécie B. i. seychellarum é de abril a outubro. O sexo masculino exibe-se em uma árvore na colônia, usando uma variedade de comportamentos ritualizados, como agitar um galho e apontar para o céu. O ninho é uma pequena plataforma desordenada de gravetos em uma árvore ou arbusto construído por ambos os pais. Gravetos são recolhidos pelo macho e arranjados para a construção do ninho pela fêmea, o roubo de gravetos é frequente. O tamanho da ninhada pode ser de um a cinco ovos, apesar de três ou quatro ser mais comum. Os ovos pálidos azul-branco são ovais e medem cerca de 45 mm × 53 mm. A incubação dura em torno de 23 dias, com ambos os sexos fazendo incubação partilhada. Os filhotes não são capazes de se defender por si mesmos, eles se tornam endotérmicos entre 9-12 dias e totalmente com penas entre 13-21 dias. Eles começam a sair do ninho e subir em volta em cerca de 2 semanas, emplumam em 30 dias e se tornam independentes em torno do dia 45. O fator dominante na mortalidade do aninhamento é a fome. A rivalidade entre irmãos pode ser intensa e, em aves na África do Sul, o terceiro e o quarto filhotes inevitavelmente passam fome. Em Barbados, por vezes os ninhos são atacados pelos macacos-verdes, e um estudo na Flórida, informou o Corvus ossifragus e o rato-preto como outros possíveis invasores de ninhos. O mesmo estudo atribuiu alguma mortalidade dos filhotes aos pelicanos-pardos aninhando nas proximidades, que acidentalmente, mas frequentemente, desalojam ninhos.  Na Austrália, os corvos da espécie Corvus orru e as águias Aquila audax e Haliaeetus leucogaster levam ovos ou jovens, e as infecções virais e carrapatos também podem ser causas de mortalidade.[carece de fontes?]

### Ecologia e biologia reprodutiva
Com o avanço da industrialização e urbanização, algumas espécies de aves estão se adaptando às grandes mudanças que fizemos. Diante desse adaptação de algumas dessas aves, com base na ecologia e biologia reprodutiva da garça-vaqueira foram realizados alguns estudos. A espécie tem se reproduzido em uma área industrial nos últimos anos. O experimento foi realizado no campus de uma multinacional (Asian Brown Boveri - ABB) com grande unidade de produção localizada em uma área industrial na vila de Maneja, na parte sudoeste da cidade de Vadodara. O campus da empresa mede cerca de 105 hectares e possui vegetação boa cultivada ou cinturão verde. Entre 2004 e 2005, o estudo foi realizado durante os meses de abril a julho, ou seja, durante a época de reprodução do Bubulcus ibis. As árvores selecionadas para nidificação foram Mimusops e Lagerstroemia sp. A colônia era monoespecífica com 159 ninhos. Os ninhos eram considerados normais. 13 desses ninhos, estavam livres, para os quais vários parâmetros como tamanho do ninho, espessura do ninho, sua distância do tronco principal e distância do solo foram medidos. A localização também interferia nesses ninhos. O comprimento do ovo, a largura do ovo, o peso do ovo fresco, o volume do ovo e a constante Kw do peso do ovo específico da espécie foram observados. Também foram observados o papel dos pais durante o período de desmame. Os pellets de comida que caíram foram analisados e a pressão de predação foi compreendida.

### Competição
O comportamento animal do Bubulcus ibis ainda filhote interfere na proporção e na disputa alimentar ainda no ninho. Os filhos mais velhos ficam a frente dessa competição enquanto os filhos mais novos ficam desfavorecidos, ocasionando uma espécie de siblicídio em algumas das situações. Os filhotes recém-nascidos estão propícios a perderem mais lutas resultando em um processo de desvantagem em comparação aos irmãos mais velhos, que por estarem mais fortes na luta vão adquirir o bolus tranquilamente, enquanto os filhotes mais fracos não irão conseguir uma alimentação adequada, ou seja, em quantidades aparentemente iguais de bolo alimentares trazidos pelos pais, os Bubulcus ibis mais velhos ganham a competição se alimentando mais rápido em vantagem sobre outros mais novos. Os pais interferem nas brigas raramente, o que favorece a competição dos pintos. Esses resultados são consistentes com a hipótese de que o alimento monopolizável pode atuar tanto como causa imediata quanto como causa final da agressão entre irmãos.

## Subespécies e taxonomia

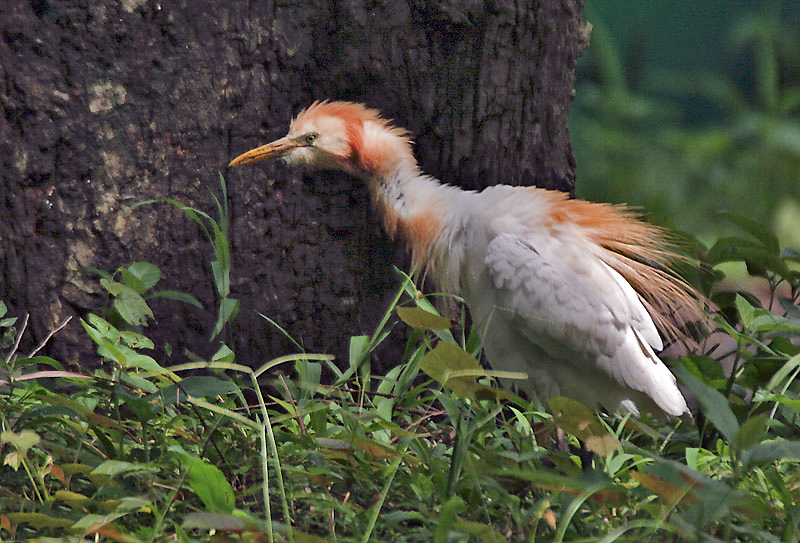
Plumagem de reprodução de adulto da subespécie B. i. coromandus.

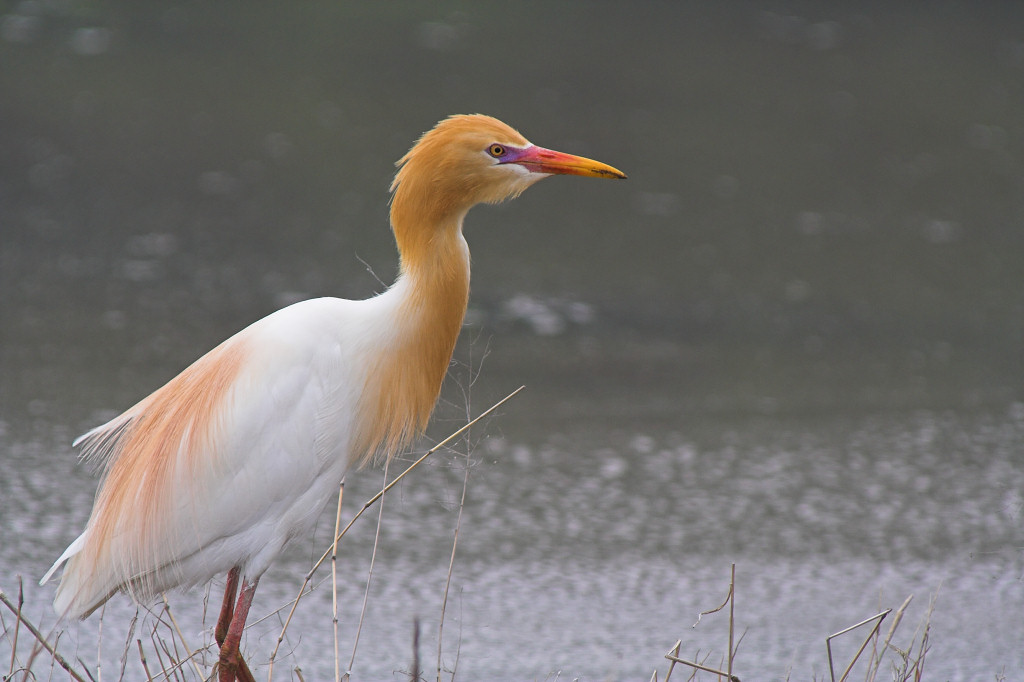
Plumagem de reprodução de adulto da subespécie B. i. coromandus.

- Bubulcus ibis coromandus - subespécie oriental, existente na Ásia e Australásia, difere-se das outras na plumagem da época de reprodução: a cor amarelo-alaranjada em sua cabeça se estende até as bochechas e garganta, e as penas são mais na cor dourada. O tarso dessa subespécie é, em média, maior que o da B. i. ibis.
- Bubulcus ibis ibis - subespécie que ocupa os demais locais de ocorrência da espécie, possui bochechas e garganta brancas.
- Bubulcus ibis seychellarum -Tem bochechas e garganta brancas, como B. i. ibis, mas a plumagem nupcial é de ouro, como em B. i. coromandus. É menor, e de asa mais curta do que as outras subespécies.

Apesar das semelhanças superficiais na aparência, a garça-vaqueira é mais estreitamente relacionada com o género Ardea, que compreende as grandes ou típicas garças, inclusive a garça-branca-grande, do que com a maioria das espécies do género Egretta. Foram registrados casos raros de híbridos com garça-azul, garcinha-branca e garça-branca-pequena.[carece de fontes?]

## Distribuição geográfica
Tem seu primeiro registro na América, na fronteira da Guiana com o Suriname, em 1877. No final do século XIX ela começou a expandir seu alcance ao sul da África, alcançando primeiramente a Província do Cabo em 1908. A espécie chegou à América do Norte em 1941, aparecendo na Flórida em 1953 e espalhando-se rapidamente até aparecer no Canada em 1962. Agora é comumente vista no oeste até a Califórnia. Seu primeiro registro em Cuba foi em 1957, na Costa Rica em 1958, e no México, em 1963, embora tenha se estabelecido antes. Na Europa, a espécie tinha historicamente caído em Espanha e Portugal, mas na última parte do século XX ela se expandiu para trás através da Península Ibérica, e em seguida começaram a colonizar outras partes da Europa, sul da França, em 1958, norte da França em 1981 e Itália em 1985. No Reino Unido foi registrada pela primeira vez em 2008, apenas um ano depois de um influxo visto no ano anterior. Também em 2008 foram relatadas como tendo se mudado para a Irlanda pela primeira vez. Na Austrália, a colonização começou em 1940, com a espécie estabelecendo-se no norte e leste do continente. Ela começou a visitar regularmente a Nova Zelândia na década de 1960.  Desde 1948, a garça-vaqueira é permanentemente residente em Israel. Antes de 1948 era apenas um visitante de inverno. A espécie foi introduzida no Havaí em 1959, e para o arquipélago de Chagos, em 1955. Introduções de sucesso também foram feitas nas Ilhas Seychelles e Ilhas Rodrigues, mas as tentativas de introduzir a espécie nas Ilhas Maurício falhou.

## Habitats
A expansão maciça e rápida da garça-vaqueira é devida à sua relação com os seres humanos e seus animais domesticados. Originalmente adaptada para uma relação comensal com o pastoreio dos animais de grande porte, era facilmente capaz de mudar para o gado e os cavalos domesticados. Apesar da garça-vaqueira por vezes se alimentar em águas rasas, ao contrário da maioria garças é normalmente encontrada em campos e habitats de gramínea secos, refletindo a sua maior dependência alimentar em insetos terrestres ao invés de presas aquáticas.[carece de fontes?]

### Mutualismo
A alimentação do Bubulcus ibis, se caracteriza em grande parte por pequenos répteis, anfíbios e particularmente de insetos, em sua maioria, da classe dos aracnídeos. Diante dessa configuração, por meio de um processo mutualístico a garça-vaqueira aliada ao habitat do gado bovino, fornece uma relação benéfica entre as duas espécies, onde a ave se alimenta dos ectoparasitas proporcionando um controle biológico muito importante. O gado bovino, por sua vez, atende as perspectivas do mutualismo onde uma espécie coopera com a outra, proporcionando ao Bubulcus ibis um alinhamento entre os dois animais. Associado ao mecanismo de sustentação e sobrevivência o Bubulcus ibis, insere um considerável poder ecológico em uma relação harmônica interespecífica garça-vaqueira com o gado bovino.

## Conservação

### Poluição
Em três lugares diferentes na província de Punjab, no Paquistão, foram encontrados através de técnicas de análises em penas do Bubulcus ibis, evidências de metais pesados. Alguns metais como Cu, Cd, Cr, Co, Ni, Pb e Zn de acordo com as pesquisas, estão relacionados com a atividade humana no meio ambiente, já outros como K, Ca e Mg estão associados ao material rochoso da região. Diferentes metais pesados por exemplo Fe, Mn e Li também descobertos no estudo, estão ligadas a atividades antrópicas e/ou ao sistema geoquímico ambiental natural. A garça-vaqueira diante desses eventos, está extremamente exposta a imensa poluição gratuita, diante da ação humana em maioria nesse habitat. Os resultados acerca do estudo, compreende que a concentração desses metais pesados refletiram bastante sobre as penas do Bubulcus ibis, devido à exposição ambiental local. Contudo, suas penas podem ser uma ferramenta útil para a pesquisa de biomonitoramento ambiental e são importantes para a avaliação a longo prazo de possíveis riscos ambientais.